# Hippasa pisaurina
Hippasa pisaurina là một loài nhện trong họ Lycosidae.
Loài này thuộc chi Hippasa. Hippasa pisaurina được Mary Agard Pocock miêu tả lần đầu tiên vào năm 1900.